# Ali Ashgar Borujerdi
Ali Ashgar Borujerdi (in farsi:علی اصغر بروجردی), conosciuto anche come  اصغر قاتل (Asghar-e Ghatel o Asghar Qatel, Asghar l'assassino) (Borūjerd, 1893 – Teheran, 26 giugno 1934) è stato un serial killer iraniano, il primo di cui si ha avuto notizia nel ventesimo secolo.
Trasferitosi in Iraq da bambino con la sua famiglia, iniziò una serie di aggressioni, stupri e in seguito omicidi di ragazzi adolescenti a Baghdad da quando aveva 14 anni. Tornato in Iran nel 1933, continuò i suoi omicidi a Teheran dove fu infine arrestato e giustiziato. Asghar Qatel fu condannato per aver stuprato e ucciso 33 giovani, otto a Teheran e il resto a Baghdad.

## Infanzia
Ali Asghar Borujerdi nacque nel 1893 a Borūjerd, in Iran. Il padre, Ali Mirza, era un famoso ladro che assaltava lungo le strade le carovane vicino Borujerd, Malayer e l'Iraq persiano.
La sua famiglia lasciò Borujerd per Kerbela in Iraq quando Asghar aveva otto anni.

## Omicidi in Iraq
Sei anni dopo, quando Ali Asghar aveva 14 anni, si spostò a Baghdad, dove iniziò ad abusare sessualmente di ragazzi adolescenti. Secondo la sua testimonianza, uccise 25 persone in Iraq prima di fuggire in Iran. Nel 1933, Ali Asghar fu quasi denunciato mentre fu visto da un ragazzo mentre stuprava e uccideva la sua ultima vittima in Iraq. Si accorse quindi che non era più sicuro rimanere a Baghdad, e fuggì quindi in Iran.

## Omicidi in Iran
Asghar non ritornò alla sua città natale ma iniziò invece una nuova vita nella capitale, Tehran, dove si accorse in fretta che era facile trovare nuove vittime.